# Кирданівська сільська рада (Таращанський район)
| Кирданівська сільська рада — колишній орган місцевого самоврядування у Таращанському районі Київської області з адміністративним центром у с. Кирдани. Водоймища на території, підпорядкованій даній раді: річка Котлуй. Сільській раді були підпорядковані населені пункти: - с. Кирдани |

## Склад ради
Рада складалася з 15 депутатів та голови.

### Керівний склад ради
| ПІБ                            | Основні відомості                                                                     | Дата обрання | Дата звільнення |
| ------------------------------ | ------------------------------------------------------------------------------------- | ------------ | --------------- |
| Яровий Володимир Олександрович | Сільський голова, 1956 року народження, освіта                                        | 26.03.2006   | 31.10.2010      |
| Гриценко Олександр Сергійович  | Сільський голова, 1975 року народження, освіта незакінчена вища, член народної партії | 31.10.2010   |                 |

Примітка: таблиця складена за даними джерела